# Bakersfield Brigade
El Bakersfield Brigade fue un equipo de fútbol de los Estados Unidos que alguna vez jugó en la USL Premier Development League, la cuarta liga de fútbol en importancia en el país.

## Historia
Fue fundado en el año 2005 en la ciudad de Bakersfield, California como un equipo de expansión de la USL Premier Development League para la temporada 2005. Su primer partido oficial fue una derrota 0-1 ante el California Gold y quedó en quinto lugar de su división en su temporada de debut.
En la temporada 2007 consiguieron clasificar por primera vez a la US Open Cup, pero fueron eliminados en la primera ronda por el Portland Timbers de la USL First Division y en esa temporada acabaron en octavo lugar de la división.
El club al final desapareció al finalizar la temporada 2009 debido a los problemas que tenía la ciudad para mantener a un equipo de fútbol en competencia.

## Temporadas
| Año  | División | Liga    | Temporada Regular | Playoffs     | US Open Cup  |
| ---- | -------- | ------- | ----------------- | ------------ | ------------ |
| 2005 | 4        | USL PDL | 5º, Southwest     | No clasificó | No clasificó |
| 2006 | 4        | USL PDL | 7º, Southwest     | No clasificó | No clasificó |
| 2007 | 4        | USL PDL | 8º, Southwest     | No clasificó | 1.ª Ronda    |
| 2008 | 4        | USL PDL | 7º, Southwest     | No clasificó | No clasificó |
| 2009 | 4        | USL PDL | 10º, Southwest    | No clasificó | No clasificó |

## Entrenadores
- Jay Gore (2005-2006; 2009)
- Francisco Gómez (2007-2008)

## Jugadores

### Jugadores destacados
- Tino Nuñez
- Nick Perera
- Kyle Reynish
- Eric Wynalda